# Sequence (EP)
《Sequence》는 2024년 1월 8일에 발매된 SF9의 13번째 미니 앨범.

## 앨범 소개
"SF9이 그려 내는 사랑의 시작과 이별".. SF9, 13th Mini Album 'Sequence'
-딥하우스 장르 타이틀곡 '비보라 (BIBORA)'
-영화 같은 비주얼X시네마틱한 무드로 선보일 SF9 미니 13집 'Sequence'
그룹 SF9이 열세 번째 미니 앨범 'Sequence'로 사랑 앞의 순수함과 이별을 노래한다.
SF9의 미니 13집 'Sequence'는 SF9이 그려 내는 사랑의 시작과 이별을 하나의 스토리로 담아낸 앨범이다. 이별이라는 정해진 결말을 알고 다시 돌아가도 너를 선택하겠다는 메시지가 담겨있다.
미니 13집 타이틀곡 '비보라 (BIBORA)'는 너를 잊고 싶지만 함께했던 그 시간으로 다시 돌아가고 싶은 이중적인 마음을 '비보라'라는 단어에 담아내었다. 'Would you rain on me BIBORA' 'BIBORA 불어와 너에게로 휩쓸려' 등 헤어진 후 폭풍처럼 몰아치는 복잡한 감정을 직설적으로 표현한 것이 특징이다. 딥하우스 기반 장르로, 그루비한 베이스에서 펑키한 리듬의 피아노와 다이내믹한 멜로디로 확장되는 전개가 임팩트 있는 곡이며 영빈, 주호, 휘영이 작사에 참여했다.
영화 같은 비주얼과 시네마틱한 무드로 선보일 미니 13집 'Sequence'는 SF9의 한층 여유로워진 매력이 돋보이는 앨범이 될 것이다.

## 수록곡
| 〈Sequence〉 TRACK LIST |                                   |                                                                 |                        |
| 트랙                    | 곡                                | 곡                                                              | 곡                     |
| 트랙                    | 작사                              | 작곡                                                            | 편곡                   |
| 01                      | 비보라(BIBORA) TITLE              | 비보라(BIBORA) TITLE                                            | 비보라(BIBORA) TITLE   |
| 01                      | 한성호, Sooyoon, 영빈, 주호, 휘영 | 한성호, 박수석, 서지은, 봉원석, Jacob Aaron(THE HUB)            | 박수석, 서지은, 봉원석 |
| 02                      | Midnight Sun                      | Midnight Sun                                                    | Midnight Sun           |
| 02                      | 한성호, Sooyoon, 주호             | 한성호, 박수석, 서지은, 봉원석, Awrii(THE HUB), Noerio(THE HUB) | 박수석, 서지은, 봉원석 |
| 03                      | Domino                            | Domino                                                          | Domino                 |
| 03                      | 한성호, Sooyoon, 영빈, 주호       | 한성호, 박수석, 서지은, Patrick 'J.Que' Smith, Didrik Thott     | 박수석, 서지은         |
| 04                      | Strings                           | Strings                                                         | Strings                |
| 04                      | 한성호, Sooyoon, 영빈, 주호, 휘영 | 한성호, 박수석, 서지은, 이태현, Benjmn                          | 박수석, 이태현         |
| 05                      | Morning Coffee                    | Morning Coffee                                                  | Morning Coffee         |
| 05                      | 한성호, Sooyoon, 영빈, 주호, 휘영 | Sebastian Thott, Patrick 'J.Que' Smith                          | Sebastian Thott        |
| 06                      | Superconductor                    | Superconductor                                                  | Superconductor         |
| 06                      | Sooyoon, 다원                     | SlyBerry, Rapid, Jacob Aaron(THE HUB), 다원                     | SlyBerry, Rapid        |

## 음반
| 《Sequence》 한터 차트 초동 판매량 |            |            |             |
| 날짜                               | 일간판매량 | 누적판매량 | 비고        |
| 1월 8일 (1일차)                    | 38,2**     | 38,2**     | 앨범 발매   |
| 1월 9일 (2일차)                    | 21,8**     | 60,1**     |             |
| 1월 10일 (3일차)                   | 20,5**     |            |             |
| 1월 11일 (4일차)                   | 16,9**     |            |             |
| 1월 12일 (5일차)                   | 10,1**     |            |             |
| 1월 13일 (6일차)                   | 5*         |            |             |
| 1월 14일 (7일차)                   | 1,9**      | 109,8**    | 10만장 돌파 |
| 초동 판매량                        | 109,8**    | 109,8**    |             |

## 뮤직비디오
| 〈Bibora〉 YouTube 조회 수 추이 |         |                  |      |         |                  |      |
| 연도                            | 조회 수 | 날짜             | 간격 | 조회 수 | 날짜             | 간격 |
| 2024년                          | 500만   | 월 일(공개 일차) | 시간 | 1000만  | 월 일(공개 일차) | 시간 |
| 2024년                          | 1500만  | 월 일(공개 일차) | 시간 | 2000만  | 월 일(공개 일차) | 시간 |
| 2024년                          | 2500만  | 월 일(공개 일차) | 시간 | 3000만  | 월 일(공개 일차) | 시간 |
| 2024년                          | 3500만  | 월 일(공개 일차) | 시간 | 4000만  | 월 일(공개 일차) | 시간 |

## 음원
| 〈비보라(BIBORA)〉 주요 음원 차트 최고 순위 |                   |                   |       |
| 음원 서비스                                 | 차트 종류         | 차트 종류         | 순위  |
| Melon                                       | TOP 100           | TOP 100           | -     |
| Melon                                       | HOT 100           | 100일             | 74위  |
| Melon                                       | HOT 100           | 30일              | 27위  |
| Melon                                       | 최신 차트         | 1주               | 18위  |
| Melon                                       | 최신 차트         | 4주               | 38위  |
| Melon                                       | 실시간 차트       | 실시간 차트       | -     |
| Melon                                       | 일간 차트         | 일간 차트         | 980위 |
| Melon                                       | 주간 차트         | 주간 차트         | -     |
| Melon                                       | 월간 차트         | 월간 차트         | -     |
| genie                                       | 실시간 차트       | 실시간 차트       | 184위 |
| genie                                       | 일간 차트         | 일간 차트         | -     |
| genie                                       | 주간 차트         | 주간 차트         | -     |
| genie                                       | 월간 차트         | 월간 차트         | -     |
| FLO                                         | FLO 24시간 차트   | FLO 24시간 차트   | -     |
| Bugs!                                       | 실시간 차트       | 실시간 차트       | 1위   |
| Bugs!                                       | 일간 차트         | 일간 차트         | 13위  |
| Bugs!                                       | 주간 차트         | 주간 차트         | -     |
| VIBE                                        | 일간 차트         | 일간 차트         | 193위 |
| Apple Music                                 | Top 100: 대한민국 | Top 100: 대한민국 | -     |
| Apple Music                                 | Top 100: 일본     | Top 100: 일본     | -     |

## 여담
- 로운이 탈퇴하고 8인조로 재편 된 이후 발매 된 첫 앨범이다.
- 멤버 다원의 군 입대 전 마지막 앨범이다.
- 지난앨범 이후 1년만에 컴백하는 앨범이다.
- 재윤의 군 입대로 인해 7인 체제로 활동한다.